# Isabella Bendidio
Isabella Bendidio (Ferrara, 13 settembre 1546 – dopo il 1610) è stata una cantante e nobildonna italiana.

## Biografia
Nacque da Nicolò Bendidio (o Bendedei) e da Alessandra Rossetti. 
Isabella, insieme alla sorella Lucrezia, partecipò al Concerto delle donne. L'educazione ricevuta, insieme alle sorelle Eleonora, Taddea, Annina e la stessa Lucrezia, fu indirizzata per l'amore delle arti. 
Sposò il 1º luglio 1573 Cornelio I Bentivoglio, un nobile appartenente alla famiglia dei Bentivoglio, di quasi trent'anni più anziano; fu la madre del cardinale Guido Bentivoglio e del marchese Enzo Bentivoglio, che furono i primi patrocinatori del compositore e musicista ferrarese Girolamo Frescobaldi.

## Discendenza
Dal matrimonio con Cornelio I Bentivoglio nacquero:
- Annibale (c. 1575 - in battaglia in Fiandra, 1595);
- Giovanni (1576 - 1610), cavaliere dell'Ordine di Malta dal 1582, uomo d'arme al servizio della Spagna;
- Enzo (25 novembre 1578[2]-1639), 3º marchese di Gualtieri dal 1619 al 1634 e successivamente marchese di Scandiano dal 1634 al 1639, che sposò Caterina Martinengo;
- Guido (4 ottobre 1579[2]-1644), cardinale di Santa Romana Chiesa;
- n.n., nato il 25 aprile 1582[2];
- n.n., battezzato il 30 agosto 1583[2];
- Ginevra (... - 28 settembre[4] 1651), sposò in prime nozze nel 1604 Pio I Torelli d'Aragona Visconti, conte di Montechiarugolo e successivamente nel 1618 Marcantonio Martinengo, Signore di Urago d'Oglio.